# فيكتوريا غريفيثز
فيكتوريا غريفيثز (بالإنجليزية: Victoria Griffiths)‏ هي منافسة ألعاب القوى بريطانية، ولدت في 9 أكتوبر 1984.

## وصلات خارجية
- فيكتوريا غريفيثز على موقع الاتحاد الدولي لألعاب القوى (الإنجليزية)
- فيكتوريا غريفيثز على موقع الدوري الماسي (الإنجليزية)